# محمد أكيجي
محمد أكيجي (بالألمانية: Mehmet Ekici) من مواليد (25 مارس 1990 في ميونخ - ألمانيا) هو لاعب كرة قدم ألماني ذو أصول تركية يلعب حاليا لصالح نادي الدرجة الأولى بايرن ميونخ الألماني منذ 1997 في مركز الوسط المحوري .

## روابط خارجية
- محمد أكيجي على موقع الاتحاد الدولي (مؤرشف)  (الإنجليزية)
- محمد أكيجي على موقع الاتحاد الأوربي (الإنجليزية)
- محمد أكيجي على موقع اتحاد تركيا (لاعب) (الإنجليزية)
- محمد أكيجي على موقع قاعدة بيانات كرة القدم.إي يو (الإنجليزية)
- محمد أكيجي على موقع بيانات كرة القدم. دي إي (الألمانية)
- محمد أكيجي على موقع ناشيونال فوتبول تيمز (الإنجليزية)
- محمد أكيجي على موقع Soccerway.com (الإنجليزية)
- محمد أكيجي على موقع عالم كرة القدم.نت (الإنجليزية)
- محمد أكيجي على موقع كووورة
- محمد أكيجي على موقع AS.com (الإسبانية)